# Stavba državne skupščine Vietnama
Stavba vietnamskega državne skupščine (vietnamsko Tòa nhà Quốc hội Việt Nam), znana tudi kot Nova dvorana Ba Đình (Hội trường Ba Đình mới), je javna stavba na trgu Ba Đình nasproti Ho Ši Minhovega mavzoleja v Hanoju, Vietnam. Gradnja se je začela 12. oktobra 2009 in končala 20. oktobra 2014. Stavbo uporablja Narodna skupščina Vietnama za svoja zasedanja in druge uradne funkcije.
Ta stavba je največja in najbolj kompleksna poslovna stavba, zgrajena v Vietnamu po ponovni združitvi države. Stavba obsega površino 63.000 m² in je visoka 39 m. Stavba lahko sprejme 80 ločenih srečanj z več kot 2500 ljudmi hkrati.
Stara dvorana Ba Đình je bila leta 2008 porušena, da bi naredili prostor za novo parlamentarno hišo. Vendar pa so bili na lokaciji najdeni arheološki ostanki starega cesarskega mesta Hanoj, Thăng Long, zato je bila gradnja nove stavbe odložena.
Predlagani projekt je trajal 15 let (1999–2014) od začetne zasnove do inavguracije. Projekt je pritegnil pozornost in razprave v državnih medijih v zvezi z gradbiščem in ohranitvijo dvorane Ba Đình. Projekt je vodil do največjih arheoloških izkopavanj v Vietnamu na mestu cesarske citadele Thăng Long. Nemškemu svetovalnemu podjetju za arhitekturno načrtovanje, gmp International GmbH, je leta 2014 Vietnamsko društvo arhitektov podelilo vietnamsko nacionalno nagrado za arhitekturo.

## Ozadje
Zamisli za novo stavbo državne skupščine so se pojavljale, odkar je Demokratična republika Vietnam (Severni Vietnam) po ženevskih sporazumih leta 1954 vzpostavila nadzor nad Hanojem. Marca 1960 je vlada poslala sto strokovnjakov, uradnikov in delavcev v Peking za devet mesecev, da bi izvedeli več o načrtovanju in gradnji, nabavili materiale in preučili deset velikih stavb v Pekingu, ki so bile pravkar odprte, zlasti Velika dvorana ljudstva.
Medtem so strokovnjaki iz Kitajske sodelovali z vietnamskimi arhitekti Nguyễn Hữu Tiềm, Hoàng Như Tiếp, Ngô Huy Quỳnh in drugimi pri načrtovanju nove zakonodajne stavbe na mestu konjskega dirkališča Hoàng Hoa Thám iz kolonialne dobe. V pričakovanju, da bo to zemljišče (zdaj športna palača Quần Ngựa) namenjeno novi stavbi državnega zbora, je skupna kitajsko-vietnamska ekipa svoje dokončane načrte predložila ministrstvu za gradbeništvo. Nato so poročali takratnemu predsedniku Hồ Ší Minhu in drugim državnim voditeljem. Hồ Ší Minh je bil zaskrbljen, da je država prerevna za novo zakonodajno stavbo in je namesto tega predlagal začasno stavbo, ki bi jo uporabljala nacionalna skupščina do ponovne združitve, po kateri bi zgradili večjo in lepšo zakonodajno stavbo. Po vrnitvi strokovnjakov na Kitajsko so vietnamski voditelji sporočili, da se strinjajo z idejo, vendar so domače in mednarodne razmere v državi pomenile, da gradnja ni bila izvedljiva.
Uničenje, ki ga je povzročila operacija Rolling Thunder (postopno in dolgotrajno zračno bombardiranje), je pomenilo, da so bili načrti za novo montažno stavbo preklicani. Nguyễn Cao Luyện in številni drugi arhitekti so dobili naročilo za gradnjo dvorane Ba Đình, ki je bila dokončana leta 1963. Ker je bila mišljena le kot začasna zgradba, je bila skromne velikosti.
Po ponovni združitvi in reformah Đổi Mới je premier Võ Văn Kiệt predlagal izgradnjo nove zakonodajne dvorane v večjem obsegu, ki bi predstavljala novo dobo razvoja Vietnama. Okoli leta 1998–1999 je vlada naročila Ministrstvu za gradbeništvo, da pripravi in zgradi velik in sodoben gradbeni center. Ministrstvo je predlagalo lokacijo ulice 18 Hoàng Diệu, saj je šlo za obsežen, nepozidan kos zemlje, kjer je bila zgrajena le dvorana Ba Đình. Ko je bilo vprašanje predloženo državni skupščini, je bilo predlagano, da bi bilo treba zgraditi novo zakonodajno stavbo, ker so druge države imele namenske strukture za svoje zakonodajne organe, medtem ko se je narodna skupščina Vietnama še vedno sestajala v »začasni« dvorani Ba Dinh To je privedlo do ideje o izgradnji nove hiše državnega zbora, pritrjene na dvorano New Ba Dinh, kot nacionalnega konferenčnega centra.

## Razvoj

### Pobuda

#### 2002–2006
Oktobra 2002 je vlada ustanovila usmerjevalni odbor za izgradnjo hiše državnega zbora in dvorane Ba Dinh (nove), ko je dal pobudo takratni podpredsednik vlade Nguyễn Tấn Dũng. Takratni premier Phan Văn Khải je potrdil poročilo o izvedljivosti projekta.[16] Konec leta 2002 je bil izbrani načrt za izgradnjo nove hiše državnega zbora na desni strani dvorane Ba Đình na ulici 18 Hoang Dieu z dostopom do ulice Hoàng Văn Thụ in ulice neodvisnosti. Po tem načrtu bi dvorano Ba Đình ohranili.
Leta 2003 je bilo med raziskovanjem gradbišča državne skupščine na naslovu 18 Hoang Dieu zemljišče očiščeno za pripravo za gradnjo, Vietnamski inštitut za arheologijo je izvedel arheološka izkopavanja v skladu z zakonom o kulturni dediščini. Arheološka naznanitvena konferenca leta 2003 je pritegnila pozornost javnosti in znanstvenih raziskovalcev na arheološko najdišče prav na mestu, kjer nameravajo zgraditi novo stavbo parlamenta. To je največje izkopavanje arheološke zgodovine je bilo napovedano na površini 14.000 m2. Izkopavanje tega območja je trajalo 1 leto s 14 izkopavanji, našli so milijone izjemno dragocenih starin in relikvij. Ta lokacija je na desni strani predvideni za gradnjo stavbe Državnega zbora.
26. septembra 2003 zjutraj je v Državnem centru za družbene vede in humanistiko (Hanoj) potekala izredna delavnica, na kateri so razpravljali o vrednotah in predlagali rešitve za ohranjanje in spodbujanje vrednot območja stavbe državnega zbora in območje Ba Dinh. Prvič je bila skoraj nedotaknjena odkrita palača iz dinastij Ly - Tran in cesarska citadela iz dinastije Ly. To je bilo tudi najbolj sporno vprašanje na tej delavnici, saj je ena stran želela obdržati arheološko najdišče in ustaviti načrte, druga pa je menila, da je treba obdržati le nekatera arheološka najdišča in še naprej spodbujati gradnjo stavbe državnega zbora.
Poleg akademske razprave je potekala tudi ostra razprava med poslanci državnega zbora, člani vlade, takratnimi voditelji stranke in upokojenimi voditelji. 25. septembra 2003 je stalni odbor državnega zbora delal na misiji načrtovanja hiše državnega zbora in (nove) dvorane Ba Dinh, vendar na sestanku ni uspelo doseči sklepa zaradi težav zaradi arheološkega izkopavanja. ki se odvija neposredno na mestu, kjer se bo gradilo. Vprašanje izgradnje ali negradnje Državnega zbora na predvidenem zemljišču je bilo predano Politibiroju CPV.
Tedanji minister za gradbeništvo Nguyễn Hồng Quân je bil prav tako zaskrbljen zaradi spomenikov. Ministrstvo je predlagalo, da se poišče nadomestna lokacija za skupščinsko dvorano, vendar so številni nekdanji in sedanji uradniki temu načrtu nasprotovali, saj so menili, da bi morala biti v upravnem središču Ba Đình. Drugi dejavnik, ki je zapletel zadeve, je bila potreba po veliki stavbi za gostiteljstvo konference APEC Vietnam 2006. Politbiro se je oktobra 2003 odločil začasno ustaviti projekt in se namesto tega osredotočiti na izkopavanje cesarske citadele Thăng Long in gradnjo Vietnamskega nacionalnega kongresnega centra.
Ko je prišel čas za ponovni zagon projekta, so predlagali nove lokacije na lokacijah ulice Hùng Vương 37, Muzeja vojaške zgodovine Vietnama; območje, ki ga je prej zavzemal stadion Cột Cờ (za ministrstvom za obrambo na ulici Nguyễn Tri Phương), levo od dvorane Ba Đình (za rezidenco generala Võ Nguyên Giápa in ministrstvom za zunanje zadeve) in različna druga mesta. Vendar nobena od teh možnosti ni bila podprta.

#### 2007–2009
Aprila 2007 je državni zbor izdal sklep, s katerim je za lokacijo nove dvorane izbral sklop D v Ba Đìnhu. Za načrtovanje in projektiranje stavbe bi zaposlili domače in mednarodne svetovalce. Kljub svojemu zgodovinskemu statusu je bila dvorana Ba Đình načrtovana za rušenje.
Načrt rušenja je bil v javnosti in tisku precej sporen. Predvsem Võ Văn Kiệt je pisal Thanh Niênu, Võ Nguyên Giáp pa Đại Đoàn Kếtu za ohranitev zgodovinske dvorane, natančno preučitev načrta in iskanje alternativnega mesta za novo stavbo. Oba sta tudi poslala pisma nacionalnim voditeljem z istim namenom.
Julija 2007 je vlada ustanovila usmerjevalni odbor za gradnjo hiše državnega zbora, ki ga je vodil stalni podpredsednik vlade Nguyễn Sinh Hùng.[26] Nguyen Sinh Hung se je odločil, da se organizacija in demontaža dvorane Ba Dinh ter arhitekturna dela v kampusu dvorane Ba Dinh končajo novembra 2007.
Maja 2008 je predsednik vlade izdal akt št. 734 / TTg-KTN o soglasju k izbiri načrta arhitekture za Dom Državnega zbora in začel postopek imenovanja izvajalca za projektiranje in izvedbo projekta.
Med letoma 2008 in 2009 je priznano podjetje gmp International GmbH - Inros Lackner AG izvedlo prilagoditev in dokončanje izvedbenega projekta Državnega zborskega projekta za izvedbo gradnje. 

### Oblikovanje

#### Natečaj
Zaradi velikosti in kompleksnosti projekta je premier Võ Văn Kiệt zahteval izvedbo natečaja za izbiro arhitekturnih načrtov. 25 natečajnih načrtov iz 22 oblikovalskih organizacij iz 12 držav je bilo predloženih komisiji, ki jo sestavljajo vodilni vietnamski strokovnjaki in štirje tuji člani, ki jih je imenovalo Mednarodno združenje arhitektov. Prvo nagrado je dobil načrt št. 17 nemškega podjetja gmp International GmbH. Strokovnjaki s področja arhitekture so ocenili, da je bil natečaj izveden neprofesionalno, neupoštevanje standardov mednarodnega natečaja za dela kalibra državnega zbora, ki vodi v kvantiteto in kvaliteto. Projekti, ki sodelujejo na natečaju, so nezadovoljivi.
Od 2. do 15. septembra 2007 je Vietnamski nacionalni kongresni center gostil razstavo načrtov za novo dvorano, da bi pridobil mnenja prebivalcev in strokovnjakov s področja oblikovanja in arhitekture, da bi preučili in izbrali najbolj optimalno možnost oblikovanja. Razstava je prikazala 17 možnih možnosti. Namestnik ministra za gradbeništvo Trần Ngọc Chính, ki je bil predsednik izbirnega sveta, je dejal, da bo od teh možnosti uporabljena ena, druge štiri pa bodo prejele tolažilne nagrade. Po dvotedenskem ogledu, da bi pridobil mnenja ljudi, je izbirni svet organiziral seminar Vietnamskega združenja arhitektov in drugih poklicnih združenj, da bi zagotovil dodatne predloge za izbrano presojo. Rezultati so bili predloženi vladi v končno odločitev.
V medijih se je nadaljevala razprava o arhitekturnih možnostih. Mnogi ljudje so menili, zlasti vietnamski arhitekti, da nobena od 17 možnosti ni bila optimalna in da izpolnjuje zahteve. Vendar je možnost L787 prevladovala pri glasovanju med obiskovalci razstave in dobila pogodbo.

#### Izbor
Leta 2008 je bil zmagovalni predlog gmp International GmbH predložen skupščini. Minister za gradbeništvo Nguyễn Hồng Quân je dejal, da je »[ta načrt] dosegel visoko raven soglasja Sveta arhitektov z več kot 30 člani, predsednik vlade se strinja, ljudje pa so mu dali največje število glasov na treh regionalnih razstavah«. Čeprav se večina članov stalnega odbora Državnega zbora strinja z arhitekturnim načrtom, so nekateri vseeno želeli različne spremembe v zasnovi detajlov.
Končno je bil arhitekturni načrt Državnega zbora izbran za zmagovalca natečaja za arhitekturno načrtovanje Državnega zbora (2007) z nekaterimi nadgradnjami in prilagoditvami, kot so: zožitev velikosti na 102 m × 102 m, zagotovitev, da obratni položaj ni več kot 20 m vzhodno od kampusa Ba Dinh Hall je največja gostota gradnje v sklopu D 40 % skupaj z gradnjo pomožnih del za ohranjanje relikvij na 18 Hoang Dieu. Ministrstvo za gradbeništvo je imenovalo zmagovalnega projektantskega svetovalca, Gmp International GmbH in Inros Lackner AG (Zvezna republika Nemčija), da vzpostavita »Gradbeni investicijski projekt in konstrukcijsko zasnovo Doma državnega zbora«.
Arhitekt Dirk Heller, ki je predstavljal skupino avtorjev projektov arhitekturnega oblikovanja, je dejal, da je »najtežje to, da se vsi želijo pogovarjati, kako postaviti  stavbo« in ko morajo avtorji vnesti veliko sprememb v načrtovanje, »razvijanje in sprejemanje novega, drugo je proces«.

### Gradnja
12. oktobra 2009 je premier Nguyễn Tấn Dũng napovedal začetek gradnje. Vlada je sprva načrtovala, da ga bo dokončala leta 2010, do tisočletnice Hanoja. Zaradi dolgotrajnega spreminjanja arhitekturnega načrta pa naj bi bil projekt končan in predan v uporabo v tretjem četrtletju 2012, ko se je začela gradnja.
Investitor projekta je bilo Ministrstvo za gradbeništvo. Joint venture gmp International GmbH - Inros Lackner AG (Zvezna republika Nemčija) kot glavni svetovalec. Podsvetovalca sta Vietnam Construction Consulting Corporation (VNCC) in Vietnam Construction Design and Investment Consulting Joint Stock Company (CDC). Vodja projekta sta bila arhitekt Nikolaus Goetze (direktor gmp International GmbH) in inženir Otmar Haas (vodja projekta Inros Lackner AG).
Projekt je zaposloval skupno 65 izvajalcev in je bil zaključen po 2,5 milijona delovnih dneh tehnikov, kvalificiranih delavcev in delavcev. Številne gradbene tehnologije, uporabljene v projektu, so bile brez primere v civilnih gradbenih delih v državi, kot je žerjav z dvižno zmogljivostjo 1250 ton, ki je namestil 8 jeklenih stebrov, ki podpirajo celotno glavno sejno sobo. Vsak jekleni steber ima posebno strukturo, ki je visoka 15 m in tehta 77 ton.
Stavba Državnega zbora je zasnovana kot »pametna stavba«, zato uporablja številne najsodobnejše tehnologije in opremo, uvoženo iz tujine. Varčevanje z energijo, uporaba sončne energije, varčevanje z vodo in drugi dejavniki so bili upoštevani pri načrtovanju stavbe. Vgrajeni so bili različni protipožarni sistemi, kot je sistem za odvod dima, inteligentna toplota, ko centralni nadzorni sistem prejme nujni signal, kot je požar, se samodejno odprejo celotna vrata, sistem za zaporo dima pade. Sistem dimnih zaves z zelo veliko velikostjo 5 m × 6 m, izdelan iz posebnih materialov, ki lahko prepreči dim, ogenj, vendar še vedno poskrbi, da ljudje zmanjkajo. Del stekla, nameščenega zunaj objekta, je barvno usklajen s pokrajino in služi kot enosmerno ogledalo. Prvič v Vietnamu je bila vsaka steklena plošča obdelana posebej, jasno prikazana na dnu glavne sejne sobe, prekrita s steklom v obliki ribje kosti z mnogimi ukrivljenimi radiji.
Pravna inavguracijska slovesnost Doma državne skupščine ni bila izvedena, vendar je bila hiša uradno dana v uporabo neposredno od 20. oktobra 2014, na otvoritveni slovesnosti 8. zasedanja 13. Državne skupščine Vietnama.

## Arhitektura
Celotno zemljišče za gradnjo hiše državnega zbora v političnem središču Ba Dinh (približno 22 ha) je bilo omejeno na naslednji način:
- Severna stran na ulici Hoàng Văn Thụ
- Južna stran na parceli E ulice Điện Biên Phủ
- Vzhodna stran na ulici Hoàng Diệu, ki meji na cesarsko trdnjavo Thăng Long
- Zahodna stran na Ulici neodvisnosti in trgu Ba Đình

Dvorana je na vogalu ulic Independence in Bắc Sơn. Ulica Bắc Sơn je zasnovana tako, da je pred trgom in spomenikom Bắc Sơn.

### Simbolika
Državni zbor ima obliko kocke. Kvadratna podlaga simbolizira »zemljo« in »mamo«, medtem ko okrogla glavna sejna soba v sredini predstavlja »nebesa« in »očeta«. Ta dva arhitekturna bloka lahko vidimo tudi kot podobo bánh chưng in bánh giầy.
Sredinska sejna soba Državnega zbora, ki se razprostira od dna do strehe, je postavljena na osmih krožnih stebrih, ki obkrožajo glavno dvorano. Stena je nagnjena navzven kot krona. Stavba je pokrita s prozornim steklom, ki predstavlja najvišjo oblast države, a hkrati tudi izvoljeno telo, da je bližje ljudem, hkrati pa izraža pomen javnosti in transparentnosti skupščine.

### Poraba prostora
Stavba je sestavljena iz petih nadstropij in dveh podzemnih nadstropij, ki vsebujejo 540 sob, s skupno višino 39 metrov in tlorisno površino 63.240 kvadratnih metrov. Stavba ima dva glavna bloka: sejno sobo v sredini kroga in blok, ki obdaja trg. Hiša državnega zbora ima skupno več kot 80 velikih in manjših sejnih sob, vključno z dvema velikima dvoranama in dvema glavnima sejnima sobama: sejno sobo državnega zbora (poimenovano Diên Hồng po konferenci Diên Hồng) in sejne sobe stalnega odbora. Državna skupščina (imenovana Tan Trao po nacionalnem kongresu Tan Trao), poimenovanje je predlagal delegat Duong Trung Quoc.
V stavbo vodita dva vhoda, ena glavna dvorana, ki gleda na zahod, na ulico neodvisnosti (na strani trga Ba Dinh) in dvorana, ki gleda na ulico Bac Son, z velikim dvoriščem za obrede na prostem. Naslednja, na dnu konferenčne sobe je dvorana kot odprt prostor. Dvorana ima tako gostoljubno funkcijo kot tudi prostor za slovesnosti na visoki ravni. Od dvorane do stavbe sta na obeh straneh dva sistema 12 tekočih stopnic, ki potekata od prvega do tretjega nadstropja. Ostala nadstropja morajo uporabljati dvigala, vključno z 10 dvigali in 2 dvigali za invalide. Steklena streha oblikuje nebo, ki zajema naravno svetlobo okoli osrednje sejne sobe.

### Zunanjost
Materiali fasade stavbe so svetlo bež naravni kamen, steklo in kovina bakrene barve ter lesni materiali. Steklo, nameščeno zunaj stavbe, je v harmoniji s pokrajino, a kljub temu zagotavlja, da od zunaj (ko je prižgana notranja osvetlitev) ne razkriva podrobnosti.
Sredi fasade stavbe visi kopija emblema Vietnama, izdelana iz čistega bakra, ki tehta 2,5 tone doma. Preddverje pred stavbo in trg Bắc Sơn sta tlakovana s stotisoči ton protizdrsnega granita, izkopanega v Bình Địnhu. Visoko zunanje območje stavbe ima 14 visečih vrtov, prepredenih s pisarnami, ki tvorijo zaplate na kocki, posajenih s palmami, bambusom in sezamovimi popki.

## Arheološke najdbe

### 18 Hoàng Diệu
Decembra 2002 je Vietnamski inštitut za arheologijo izvedel arheološka izkopavanja na naslovu 18 Hoang Dieu, kjer je bila rezidenca častnika (Vietnamska ljudska armada), da bi pripravil teren za gradnjo Narodne hiše. Zaradi pritiska pri gradnji Državnega zbora so arheologi ugotovili, da je bilo prvotno izkopano območje veliko 2000 m² od skupnih 48.000 m² najdišča, široko izkopano območje od 50 m² do 100 m². Vendar pa je bilo po nekaj mesecih izkopavanj razkritih na desettisoče artefaktov iz opeke, ploščic, lesa, lončenine in porcelana. Gre za starodavno arhitekturo iz dinastij Le, Tran in Ly ter celo sledi citadele Dai La iz dinastije Tang; to je povzročilo veliko presenečenje arheologov. Ostanki hodnikov, prodnih stebrov s stopnicami stebrov z razmakom nad 5,75 m nakazujejo na izjemno obsežna arhitekturna dela. Svetovalni svet za relikvije, ki ga je ustanovil minister za kulturo in informiranje, je predlagal ohranitev relikvij in razširitev obsega izkopavanj.
Arheološko izkopavanje na naslovu 18 Hoang Dieu je postalo največje arheološko izkopavanje v Vietnamu doslej. Arheološko najdišče so razdelili na 4 cone, imenovane A, B, C, D.
Na območjih izkopavanj so odkrili številne vrste arhitekturnih relikvij, ki se prekrivajo 1300 let: od dinastije La (7. – 9. stoletje), prek dinastij Dinh - Pre-Le (10. stoletje), Ly (1009– 1225), Tran (1226–1400), Ho (1400–1407), Les (1428–1527), Mac (1527–1592), Le Trung Hung (1592–1789) in Nguyen (1802–1945). Spodnja plast je arhitekturni sistem obdobja Pre-Thang Long, znanega tudi kot obdobje province Annam ali Đại La, ki je jasno prikazan skozi sistem lesenih stebrov, arhitekturnih temeljev, drenažnih kanalov, vodnjakov in relikvij, kot je Jiangxi Quan opeke, glava ploščice je okrašena s podobo zveri, obrazom klovna in številnimi predmeti. Keramika iz 7. - 9. stoletja. Opeka z besedo Jiangxi Quan je najzgodnejša vrsta opeke s kitajskimi črkami, ki so jo odkrili arheologi.
V arhitekturnem razredu obdobja Dai La je nekaj krajev s kulturnimi sledmi dinastije Dinh - Tien Le, vendar z gosto gostoto še vedno arhitektura dinastije Ly - Tran (11. - 13. stoletje), ki se jasno kaže skozi sistem arhitekturnih tal z gramoznimi temeljnimi stebri za podporo stebra, opečnimi temeljnimi plastmi, stopalom iz lotosovega kamna, opečnim dvoriščem, drenažno kanalizacijo, zlasti vrstami okrasnih relikvij, imenovanih arhitekturne strehe, velike in prefinjeno okrašene. Sistem stebrnih temeljev je kvadraten, razporejen v vodoravne vrste, navpične vrste z dokaj standardno razdaljo, velike velikosti in položaj vsakega stebra je položaj lesenega stebra. Običajno so sledovi palačne arhitekture velikanskega obsega, kot je 13-sobna arhitektura (razkritih 9 sob) na severu cone A ali 13-sobna arhitektura na sredini cone B, arhitektura 9 sob, luknje D4 – D5. Razdalja med stebri je zelo velika, približno 6 m, kar kaže na to, da so bile stavbe zelo velike, morda dolge vsaj 67 m. Številne strukture imajo stebre za verande, zakopane globoko pod zemljo, da bi okrepili trajnost projekta. Tehnika vkopa v steber in ojačitev proti posedanju sta značilnosti, ki odražata visoko gradbeno raven in zelo standard obdobja Ly.
Na vrhu je arhitekturna plast dinastije Le (15. - 18. stoletje) s sledovi arhitekturnih temeljev, zgrajenih iz opeke, sistem vodnjakov, zlasti kačastih ploščic, z zmaji okrašenih ploščic. 5 specializiranih žebljev za pokrivanje strehe kraljeve palače in različne vrste porcelana, ki se uporablja izključno za kralja. Nekatere lokacije imajo kulturne ostanke dinastije Nguyen (19.–20. stoletje), vendar niso jasne. 
Arheologi so našli edinstvene spomenike in artefakte, povezane z vietnamskim državnim monarhom in kraljevim življenjem, vendar še vedno sporni glede imena in funkcije: oltar, kos lesa z vgravirano besedo Fate Chi Bao ...
V svetu je zelo redka prestolnica države, ki v zemlji še vedno ohranja kompleks relikvij, ki nosijo dolgo zgodovino - dolgo kulturo in prekrivajoče se kulturne plasti precej neprekinjeno. To je pomembna značilnost arheološkega najdišča 18 Hoang Dieu. Leta 2010 je bila osrednja citadela Thang Long - Hanoj, vključno z osrednjo osjo in arheološkim najdiščem 18 Hoang Dieu, vpisana na Unescov seznam svetovne dediščine.
Leta 2015 je upravni odbor investicijskega projekta za izgradnjo hiše državnega zbora in dvorane Ba Dinh (novo) predal arheološko najdišče 18 Hoang Dieu centru za ohranjanje dediščine Thang Long - Hanoj. gradnja tehničnih infrastrukturnih del in krajine arheološkega območja 18 Hoang Dieu. Vse arheološke ostaline na tem območju so bile konzervirane s peskom, arheološke ostaline so shranjene v zemlji in pripravljene za uporabo obiskovalcem.

### Arheološka odkritja pod Državnim zborom
Projekt razstavljanja relikvij v kleti Državnega zbora se je uradno začel konec leta 2011 in dokončal, odprl pa maja 2016. Predsednik vlade je Vietnamski akademiji družbenih ved neposredno dodelil raziskovalni center Citadel (preoblikovan v Imperial City Research Institute leta 2017) organizira izvedbo projekta. Razstavišče velja za prvi arheološki muzej v Vietnamu.
Razstavišče je globoko od 7 do 13 m, s skupno površino okoli 3700 m2, kjer je več kot 400 relikvij in skoraj 10 relikvij, izbranih med več deset tisoč relikvijami in 140 spomeniki iz temeljev Državnega zbora, so odkrili arheologi. med izkopavanji na tem območju v letih 2008–2009. Prikaz je v 2 kleteh, prikazan v rezinah arheoloških plasti, globlje ko je, starejši je. Spodnje nadstropje, blizu tal, je kraj za predstavitev relikvij in artefaktov iz obdobja pred Thang Long, to je artefaktov iz 7. do 10. stoletja. živel v cesarski palači prestolnice Thang Long iz dinastij Ly, Tran in Le od 11. do 18. stoletja. 
Tukaj so uporabljene metode prikazovanja najsodobnejših, najnaprednejših muzejev z najnovejšimi tehnikami. 
Razstavljanje v kleti državne skupščine je doseglo mednarodne standarde, ki jih dosega le malo muzejev v Vietnamu. Sodobne interaktivne naprave, kot so 48 in 90-palčni zasloni na dotik z velikimi interaktivnimi tlemi, nudijo prostor za pridobivanje informacij in otrokom svobodno interakcijo, sodelovanje v igrah, ki združujejo arheologijo.[69] Vendar pa razstavni prostor še nima posebnega načrta za širši ogled, trenutno le strokovnjakov, delovnih oddelkov v Domu državnega zbora, kot so: poslanci državnega zbora, mednarodne delegacije ali gostje, ki potujejo v skupinah s predhodnimi prijavami na urad državnega zbora ali raziskovalni inštitut Citadela.